# الرخوخة (صباح)
الرخوخة هي إحدى مشيخات المملكة المغربية، تتبع جغرافيا لعمالة الصخيرات تمارة وإداريًا لصباح. يقدر عدد سكانها بـ 3206 نسمة حسب الإحصاء الرسمي للسكان والسكنى لسنة 2004.